# Världsmästerskapet i volleyboll för damer 2006
Världsmästerskapet i volleyboll för damer 2006 var den femtonde upplagan av Världsmästerskapet i volleyboll för damer, som är organiserad av Fédération Internationale de Volleyball (FIVB). Turneringen hölls 31 oktober till 16 november 2006 i Japan.
Turneringen omfattade 24 lag, av vilka 22 kvalificerade sig genom kvalspelet till världsmästerskapet i volleyboll för damer 2006, medan värdlaget och regerande mästarna var automatiskt kvalificerade. Av lagen deltog 16 i Världsmästerskapet i volleyboll för damer 2002, medan Costa Rica, Kamerun, Kazakstan, Serbien och Montenegro och Turkiet deltog för första gången.
Ryssland blev mästare för sjätte gången. I finalen vann de över Brasilien med 3-2. Serbien och Montenegro tog brons genom att besegra Italien i match om tredjepris med 3-0. Yoshie Takeshita från Japan utsågs till mest värdefulla spelare.

## Arenor
| Grupp A                   | Grupp F, Slutspel                 | Slutspel                           | · Kobe Nagoya Osaka Sapporo Tokyo Värdstäder i Japan |
| Tokyo                     | Osaka                             | Osaka                              | · Kobe Nagoya Osaka Sapporo Tokyo Värdstäder i Japan |
| Yoyogi National Gymnasium | Osaka Municipal Central Gymnasium | Osaka Prefectural Gymnasium        | · Kobe Nagoya Osaka Sapporo Tokyo Värdstäder i Japan |
| Kapacitet: 12,000         | Kapacitet: 8,200                  | Kapacitet: 5,000                   | · Kobe Nagoya Osaka Sapporo Tokyo Värdstäder i Japan |
|                           |                                   |                                    | · Kobe Nagoya Osaka Sapporo Tokyo Värdstäder i Japan |
| Grupp C                   | Grupp D, E                        | Grupp B                            | · Kobe Nagoya Osaka Sapporo Tokyo Värdstäder i Japan |
| Kobe                      | Nagoya                            | Sapporo                            | · Kobe Nagoya Osaka Sapporo Tokyo Värdstäder i Japan |
| Kobe Green Arena          | Nagoya Rainbow Hall               | Hokkaido Prefectural Sports Center | · Kobe Nagoya Osaka Sapporo Tokyo Värdstäder i Japan |
| Kapacitet: 6,000          | Kapacitet: 8,000                  | Kapacitet: 7,000                   | · Kobe Nagoya Osaka Sapporo Tokyo Värdstäder i Japan |
|                           |                                   |                                    | · Kobe Nagoya Osaka Sapporo Tokyo Värdstäder i Japan |

Källa:

## Format
Tävlingen genomfördes i tre rundor (först, andra och tredje). I första rundan delades de 24 lagen in i fyra grupper om sex lag i varje. I varje grupp möte alla lag alla. De fyra bäst placerade lagen i varje grupp gick vidare till runda två.
I runda två delades de 16 kvarvarande lagen in i två grupper om åtta lag. Återigen möte alla lag alla. För lag som redan möts i första rundan räknades det resultatet. De sex bästa lagen i varje grupp (d.v.s. totalt tolv lag) gick vidare till tredje rundan. De två bästa i varje grupp gick till semifinal, medan lag 3 och 4 gick till spel om 5-8:e plats och lag 5 och 6 gick till spel om 9-12:e plats. Alla möten bestod av en match i bäst av fem set.
Källa: FIVB

## Gruppsammansättning
Lottdragning för gruppernas sammansättning hölls 29 november 2005 i Tokyo, Japan.
| Grupp A          | Grupp B                 | Grupp C       | Grupp D                |
| ---------------- | ----------------------- | ------------- | ---------------------- |
| Kinesiska Taipei | Azerbajdzjan            | Brasilien     | Kuba                   |
| Costa Rica       | Kina                    | Kamerun       | Egypten                |
| Japan            | Dominikanska republiken | Kazakstan     | Italien                |
| Kenya            | Tyskland                | Nederländerna | Peru                   |
| Polen            | Mexiko                  | Puerto Rico   | Serbien och Montenegro |
| Sydkorea         | Ryssland                | USA           | Turkiet                |

## Result
Alla tider är Japan Standard Time (UTC+09:00).

### Första rundan
|  | Vidare till andra rundan |

#### Grupp A
Arena: Yoyogi National Gymnasium, Tokyo
|   |                  | Poäng | Matcher | Matcher | Set | Set | Set   | Poäng | Poäng | Poäng |
| # | Lag              | Poäng | V       | F       | V   | F   | Kvot  | V     | F     | Kvot  |
| - | ---------------- | ----- | ------- | ------- | --- | --- | ----- | ----- | ----- | ----- |
| 1 | Kinesiska Taipei | 10    | 5       | 0       | 15  | 4   | 3.750 | 455   | 371   | 1.226 |
| 2 | Japan            | 9     | 4       | 1       | 13  | 5   | 2.600 | 437   | 354   | 1.234 |
| 3 | Polen            | 8     | 3       | 2       | 11  | 10  | 1.100 | 483   | 455   | 1.062 |
| 4 | Sydkorea         | 7     | 2       | 3       | 11  | 9   | 1.222 | 458   | 404   | 1.134 |
| 5 | Costa Rica       | 6     | 1       | 4       | 4   | 14  | 0.286 | 303   | 425   | 0.713 |
| 6 | Kenya            | 5     | 0       | 5       | 3   | 15  | 0.200 | 311   | 438   | 0.710 |

| Datum  | Tid   |                  | Resultat |                  | Set 1 | Set 2 | Set 3 | Set 4 | Set 5 | Totalt  | Rapport |
| ------ | ----- | ---------------- | -------- | ---------------- | ----- | ----- | ----- | ----- | ----- | ------- | ------- |
| 31 okt | 12:00 | Sydkorea         | 3–0      | Costa Rica       | 25–16 | 25–15 | 25–17 |       |       | 75–48   | P2 P3   |
| 31 okt | 14:00 | Polen            | 3–1      | Kenya            | 25–15 | 25–17 | 20–25 | 25–20 |       | 95–77   | P2 P3   |
| 31 okt | 18:00 | Kinesiska Taipei | 3–1      | Japan            | 18–25 | 25–18 | 25–19 | 25–23 |       | 93–85   | P2 P3   |
| 1 nov  | 13:00 | Kenya            | 0–3      | Kinesiska Taipei | 13–25 | 9–25  | 27–29 |       |       | 49–79   | P2 P3   |
| 1 nov  | 15:00 | Sydkorea         | 2–3      | Polen            | 21–25 | 25–23 | 24–26 | 25–23 | 12–15 | 107–112 | P2 P3   |
| 1 nov  | 18:00 | Costa Rica       | 0–3      | Japan            | 9–25  | 11–25 | 14–25 |       |       | 34–75   | P2 P3   |
| 3 nov  | 13:00 | Kinesiska Taipei | 3–2      | Sydkorea         | 26–24 | 16–25 | 29–27 | 24–26 | 15–10 | 110–112 | P2 P3   |
| 3 nov  | 15:35 | Polen            | 3–1      | Costa Rica       | 25–17 | 20–25 | 25–11 | 25–14 |       | 95–67   | P2 P3   |
| 3 nov  | 18:00 | Japan            | 3–0      | Kenya            | 25–15 | 25–17 | 25–10 |       |       | 75–42   | P2 P3   |
| 4 nov  | 13:00 | Costa Rica       | 3–2      | Kenya            | 19–25 | 23–25 | 25–16 | 32–30 | 15–9  | 114–105 | P2 P3   |
| 4 nov  | 15:35 | Polen            | 1–3      | Kinesiska Taipei | 19–25 | 18–25 | 25–23 | 23–25 |       | 85–98   | P2 P3   |
| 4 nov  | 18:05 | Sydkorea         | 1–3      | Japan            | 21–25 | 25–21 | 21–25 | 22–25 |       | 89–96   | P2 P3   |
| 5 nov  | 13:00 | Kinesiska Taipei | 3–0      | Costa Rica       | 25–10 | 25–18 | 25–12 |       |       | 75–40   | P2 P3   |
| 5 nov  | 15:00 | Kenya            | 0–3      | Sydkorea         | 13–25 | 13–25 | 12–25 |       |       | 38–75   | P2 P3   |
| 5 nov  | 18:00 | Japan            | 3–1      | Polen            | 25–22 | 30–28 | 26–28 | 25–18 |       | 106–96  | P2 P3   |

#### Grupp B
Arena: Hokkaido Prefectural Sports Center, Sapporo
|   |                         | Poäng | Matcher | Matcher | Set | Set | Set   | Poäng | Poäng | Poäng |
| # | Lag                     | Poäng | V       | F       | V   | F   | Kvot  | V     | F     | Kvot  |
| - | ----------------------- | ----- | ------- | ------- | --- | --- | ----- | ----- | ----- | ----- |
| 1 | Ryssland                | 10    | 5       | 0       | 15  | 4   | 3.750 | 451   | 361   | 1.249 |
| 2 | Tyskland                | 9     | 4       | 1       | 13  | 4   | 3.250 | 413   | 354   | 1.167 |
| 3 | Kina                    | 8     | 3       | 2       | 11  | 7   | 1.571 | 413   | 378   | 1.093 |
| 4 | Azerbajdzjan            | 7     | 2       | 3       | 8   | 10  | 0.800 | 406   | 391   | 1.038 |
| 5 | Dominikanska republiken | 6     | 1       | 4       | 5   | 12  | 0.417 | 348   | 392   | 0.888 |
| 6 | Mexiko                  | 5     | 0       | 5       | 0   | 15  | 0.000 | 220   | 375   | 0.587 |

| Datum  | Tid   |                         | Resultat |                         | Set 1 | Set 2 | Set 3 | Set 4 | Set 5 | Totalt | Rapport |
| ------ | ----- | ----------------------- | -------- | ----------------------- | ----- | ----- | ----- | ----- | ----- | ------ | ------- |
| 31 okt | 14:00 | Dominikanska republiken | 0–3      | Tyskland                | 17–25 | 16–25 | 21–25 |       |       | 54–75  | P2 P3   |
| 31 okt | 16:00 | Mexiko                  | 0–3      | Ryssland                | 8–25  | 11–25 | 10–25 |       |       | 29–75  | P2 P3   |
| 31 okt | 18:00 | Kina                    | 3–1      | Azerbajdzjan            | 25–23 | 24–26 | 25–16 | 25–22 |       | 99–87  | P2 P3   |
| 1 nov  | 14:00 | Azerbajdzjan            | 1–3      | Ryssland                | 19–25 | 21–25 | 25–19 | 20–25 |       | 85–94  | P2 P3   |
| 1 nov  | 16:20 | Tyskland                | 3–0      | Mexiko                  | 25–18 | 25–21 | 25–19 |       |       | 75–58  | P2 P3   |
| 1 nov  | 18:10 | Kina                    | 3–0      | Dominikanska republiken | 25–19 | 25–17 | 25–23 |       |       | 75–59  | P2 P3   |
| 3 nov  | 14:00 | Dominikanska republiken | 1–3      | Azerbajdzjan            | 25–21 | 21–25 | 21–25 | 14–25 |       | 81–96  | P2 P3   |
| 3 nov  | 16:20 | Ryssland                | 3–1      | Tyskland                | 25–22 | 25–21 | 17–25 | 25–23 |       | 92–91  | P2 P3   |
| 3 nov  | 18:45 | Mexiko                  | 0–3      | Kina                    | 20–25 | 10–25 | 12–25 |       |       | 42–75  | P2 P3   |
| 4 nov  | 14:00 | Kina                    | 1–3      | Ryssland                | 25–20 | 23–25 | 17–25 | 12–25 |       | 77–95  | P2 P3   |
| 4 nov  | 16:15 | Azerbajdzjan            | 0–3      | Tyskland                | 25–27 | 18–25 | 20–25 |       |       | 63–77  | P2 P3   |
| 4 nov  | 18:00 | Dominikanska republiken | 3–0      | Mexiko                  | 25–20 | 25–19 | 25–12 |       |       | 75–51  | P2 P3   |
| 5 nov  | 14:00 | Tyskland                | 3–1      | Kina                    | 20–25 | 25–18 | 25–21 | 25–23 |       | 95–87  | P2 P3   |
| 5 nov  | 16:25 | Mexiko                  | 0–3      | Azerbajdzjan            | 14–25 | 10–25 | 16–25 |       |       | 40–75  | P2 P3   |
| 5 nov  | 18:00 | Ryssland                | 3–1      | Dominikanska republiken | 25–17 | 20–25 | 25–18 | 25–19 |       | 95–79  | P2 P3   |

#### Grupp C
Arena: Kobe Green Arena, Kobe
|   |               | Poäng | Matcher | Matcher | Set | Set | Set   | Poäng | Poäng | Poäng |
| # | Lag           | Poäng | V       | F       | V   | F   | Kvot  | V     | F     | Kvot  |
| - | ------------- | ----- | ------- | ------- | --- | --- | ----- | ----- | ----- | ----- |
| 1 | Brasilien     | 10    | 5       | 0       | 15  | 2   | 7.500 | 411   | 287   | 1.432 |
| 2 | USA           | 9     | 4       | 1       | 12  | 7   | 1.714 | 430   | 373   | 1.153 |
| 3 | Nederländerna | 8     | 3       | 2       | 13  | 8   | 1.625 | 466   | 440   | 1.059 |
| 4 | Puerto Rico   | 7     | 2       | 3       | 6   | 10  | 0.600 | 334   | 381   | 0.877 |
| 5 | Kazakstan     | 6     | 1       | 4       | 8   | 12  | 0.667 | 420   | 442   | 0.950 |
| 6 | Kamerun       | 5     | 0       | 5       | 0   | 15  | 0.000 | 237   | 375   | 0.632 |

| Datum  | Tid   |               | Resultat |               | Set 1 | Set 2 | Set 3 | Set 4 | Set 5 | Totalt  | Rapport |
| ------ | ----- | ------------- | -------- | ------------- | ----- | ----- | ----- | ----- | ----- | ------- | ------- |
| 31 okt | 14:00 | Brasilien     | 3–0      | Puerto Rico   | 25–21 | 25–15 | 25–18 |       |       | 75–54   | P2 P3   |
| 31 okt | 16:00 | Nederländerna | 3–0      | Kamerun       | 25–16 | 25–17 | 25–18 |       |       | 75–51   | P2 P3   |
| 31 okt | 18:00 | USA           | 3–2      | Kazakstan     | 19–25 | 25–19 | 25–19 | 26–28 | 16–14 | 111–105 | P2 P3   |
| 1 nov  | 14:00 | Kazakstan     | 0–3      | Brasilien     | 17–25 | 13–25 | 16–25 |       |       | 46–75   | P2 P3   |
| 1 nov  | 16:00 | Kamerun       | 0–3      | Puerto Rico   | 17–25 | 23–25 | 20–25 |       |       | 60–75   | P2 P3   |
| 1 nov  | 18:00 | Nederländerna | 2–3      | USA           | 19–25 | 22–25 | 29–27 | 25–20 | 7–15  | 102–112 | P2 P3   |
| 3 nov  | 14:00 | Brasilien     | 3–2      | Nederländerna | 25–18 | 23–25 | 23–25 | 25–18 | 15–9  | 111–95  | P2 P3   |
| 3 nov  | 16:25 | Puerto Rico   | 3–1      | Kazakstan     | 25–23 | 22–25 | 25–20 | 25–23 |       | 97–91   | P2 P3   |
| 3 nov  | 18:40 | USA           | 3–0      | Kamerun       | 25–17 | 25–18 | 25–11 |       |       | 75–46   | P2 P3   |
| 4 nov  | 14:00 | USA           | 0–3      | Brasilien     | 23–25 | 21–25 | 13–25 |       |       | 57–75   | P2 P3   |
| 4 nov  | 16:00 | Kamerun       | 0–3      | Kazakstan     | 20–25 | 13–25 | 12–25 |       |       | 45–75   | P2 P3   |
| 4 nov  | 18:00 | Nederländerna | 3–0      | Puerto Rico   | 30–28 | 25–17 | 25–18 |       |       | 80–63   | P2 P3   |
| 5 nov  | 14:00 | Brasilien     | 3–0      | Kamerun       | 25–13 | 25–14 | 25–8  |       |       | 75–35   | P2 P3   |
| 5 nov  | 16:00 | Puerto Rico   | 0–3      | USA           | 14–25 | 16–25 | 15–25 |       |       | 45–75   | P2 P3   |
| 5 nov  | 18:00 | Kazakstan     | 2–3      | Nederländerna | 18–25 | 29–27 | 18–25 | 25–22 | 13–15 | 103–114 | P2 P3   |

#### Grupp D
Arena: Nagoya Rainbow Hall, Nagoya
|   |                        | Poäng | Matcher | Matcher | Set | Set | Set   | Poäng | Poäng | Poäng |
| # | Lag                    | Poäng | V       | F       | V   | F   | Kvot  | V     | F     | Kvot  |
| - | ---------------------- | ----- | ------- | ------- | --- | --- | ----- | ----- | ----- | ----- |
| 1 | Serbien och Montenegro | 10    | 5       | 0       | 15  | 4   | 3.750 | 464   | 388   | 1.196 |
| 2 | Italien                | 9     | 4       | 1       | 13  | 4   | 3.250 | 415   | 315   | 1.317 |
| 3 | Kuba                   | 8     | 3       | 2       | 11  | 8   | 1.375 | 432   | 388   | 1.113 |
| 4 | Turkiet                | 7     | 2       | 3       | 6   | 11  | 0.545 | 368   | 359   | 1.025 |
| 5 | Peru                   | 6     | 1       | 4       | 9   | 12  | 0.750 | 419   | 447   | 0.937 |
| 6 | Egypten                | 5     | 0       | 5       | 0   | 15  | 0.000 | 174   | 375   | 0.464 |

| Datum  | Tid   |                        | Resultat |                        | Set 1 | Set 2 | Set 3 | Set 4 | Set 5 | Totalt  | Rapport |
| ------ | ----- | ---------------------- | -------- | ---------------------- | ----- | ----- | ----- | ----- | ----- | ------- | ------- |
| 31 okt | 14:00 | Peru                   | 3–0      | Egypten                | 25–19 | 25–6  | 25–13 |       |       | 75–38   | P2 P3   |
| 31 okt | 16:00 | Turkiet                | 0–3      | Kuba                   | 20–25 | 25–27 | 21–25 |       |       | 66–77   | P2 P3   |
| 31 okt | 18:00 | Italien                | 1–3      | Serbien och Montenegro | 18–25 | 22–25 | 25–19 | 25–27 |       | 90–96   | P2 P3   |
| 1 nov  | 14:00 | Egypten                | 0–3      | Turkiet                | 11–25 | 13–25 | 8–25  |       |       | 32–75   | P2 P3   |
| 1 nov  | 16:00 | Serbien och Montenegro | 3–1      | Kuba                   | 25–22 | 22–25 | 25–20 | 25–23 |       | 97–90   | P2 P3   |
| 1 nov  | 18:15 | Italien                | 3–0      | Peru                   | 25–15 | 25–16 | 25–14 |       |       | 75–45   | P2 P3   |
| 3 nov  | 14:00 | Peru                   | 2–3      | Serbien och Montenegro | 25–23 | 25–21 | 20–25 | 16–25 | 23–25 | 109–119 | P2 P3   |
| 3 nov  | 16:40 | Kuba                   | 3–0      | Egypten                | 25–9  | 25–9  | 25–15 |       |       | 75–33   | P2 P3   |
| 3 nov  | 18:00 | Turkiet                | 0–3      | Italien                | 23–25 | 17–25 | 14–25 |       |       | 54–75   | P2 P3   |
| 4 nov  | 14:00 | Serbien och Montenegro | 3–0      | Egypten                | 25–9  | 25–13 | 25–15 |       |       | 75–37   | P2 P3   |
| 4 nov  | 16:00 | Peru                   | 2–3      | Turkiet                | 27–25 | 18–25 | 25–21 | 19–25 | 9–15  | 98–111  | P2 P3   |
| 4 nov  | 18:30 | Italien                | 3–1      | Kuba                   | 25–27 | 25–19 | 25–21 | 25–19 |       | 100–86  | P2 P3   |
| 5 nov  | 14:00 | Turkiet                | 0–3      | Serbien och Montenegro | 25–27 | 22–25 | 15–25 |       |       | 62–77   | P2 P3   |
| 5 nov  | 16:00 | Kuba                   | 3–2      | Peru                   | 22–25 | 25–16 | 17–25 | 25–16 | 15–10 | 104–92  | P2 P3   |
| 5 nov  | 18:25 | Egypten                | 0–3      | Italien                | 17–25 | 7–25  | 10–25 |       |       | 34–75   | P2 P3   |

### Andra rundan
Resultat från lag som redan möts i första rundan räknades in.
|  | Vidare till finalspel            |
|  | Vidare till spel om 5-8:e plats  |
|  | Vidare till spel om 9-12:e plats |

#### Grupp E
Arena: Nagoya Rainbow Hall, Nagoya
|   |                        | Poäng | Matcher | Matcher | Set | Set | Set   | Poäng | Poäng | Poäng |
| # | Lag                    | Poäng | V       | F       | V   | F   | Kvot  | V     | F     | Kvot  |
| - | ---------------------- | ----- | ------- | ------- | --- | --- | ----- | ----- | ----- | ----- |
| 1 | Italien                | 13    | 6       | 1       | 19  | 4   | 4.750 | 568   | 448   | 1.268 |
| 2 | Serbien och Montenegro | 13    | 6       | 1       | 20  | 7   | 2.857 | 628   | 563   | 1.115 |
| 3 | Kuba                   | 12    | 5       | 2       | 17  | 7   | 2.429 | 578   | 532   | 1.086 |
| 4 | Japan                  | 11    | 4       | 3       | 14  | 14  | 1.000 | 652   | 644   | 1.012 |
| 5 | Kinesiska Taipei       | 10    | 3       | 4       | 12  | 16  | 0.750 | 574   | 636   | 0.903 |
| 6 | Turkiet                | 9     | 2       | 5       | 7   | 16  | 0.438 | 493   | 540   | 0.913 |
| 7 | Sydkorea               | 8     | 1       | 6       | 8   | 18  | 0.444 | 552   | 592   | 0.932 |
| 8 | Polen                  | 8     | 1       | 6       | 5   | 20  | 0.250 | 524   | 614   | 0.853 |

| Datum  | Tid   |                  | Resultat |                        | Set 1 | Set 2 | Set 3 | Set 4 | Set 5 | Totalt  | Rapport |
| ------ | ----- | ---------------- | -------- | ---------------------- | ----- | ----- | ----- | ----- | ----- | ------- | ------- |
| 8 nov  | 11:00 | Sydkorea         | 0–3      | Serbien och Montenegro | 23–25 | 19–25 | 22–25 |       |       | 64–75   | P2 P3   |
| 8 nov  | 13:00 | Polen            | 0–3      | Italien                | 19–25 | 22–25 | 13–25 |       |       | 54–75   | P2 P3   |
| 8 nov  | 15:00 | Kinesiska Taipei | 1–3      | Turkiet                | 17–25 | 16–25 | 25–21 | 17–25 |       | 75–96   | P2 P3   |
| 8 nov  | 18:00 | Japan            | 1–3      | Kuba                   | 25–22 | 23–25 | 22–25 | 22–25 |       | 92–97   | P2 P3   |
| 9 nov  | 11:00 | Polen            | 0–3      | Serbien och Montenegro | 15–25 | 22–25 | 14–25 |       |       | 51–75   | P2 P3   |
| 9 nov  | 13:00 | Kinesiska Taipei | 0–3      | Kuba                   | 21–25 | 20–25 | 14–25 |       |       | 55–75   | P2 P3   |
| 9 nov  | 15:00 | Sydkorea         | 0–3      | Italien                | 18–25 | 19–25 | 13–25 |       |       | 50–75   | P2 P3   |
| 9 nov  | 18:00 | Japan            | 3–1      | Turkiet                | 30–28 | 22–25 | 25–21 | 25–17 |       | 102–91  | P2 P3   |
| 11 nov | 11:00 | Kinesiska Taipei | 0–3      | Italien                | 15–25 | 13–25 | 14–25 |       |       | 42–75   | P2 P3   |
| 11 nov | 13:00 | Sydkorea         | 0–3      | Kuba                   | 19–25 | 14–25 | 22–25 |       |       | 55–75   | P2 P3   |
| 11 nov | 15:00 | Polen            | 0–3      | Turkiet                | 18–25 | 22–25 | 19–25 |       |       | 59–75   | P2 P3   |
| 11 nov | 18:00 | Japan            | 3–2      | Serbien och Montenegro | 18–25 | 22–25 | 25–18 | 25–21 | 15–11 | 105–100 | P2 P3   |
| 12 nov | 11:00 | Polen            | 0–3      | Kuba                   | 18–25 | 26–28 | 23–25 |       |       | 67–78   | P2 P3   |
| 12 nov | 13:00 | Kinesiska Taipei | 2–3      | Serbien och Montenegro | 22–25 | 26–24 | 25–19 | 15–25 | 13–15 | 101–108 | P2 P3   |
| 12 nov | 15:30 | Sydkorea         | 3–0      | Turkiet                | 25–14 | 25–13 | 25–22 |       |       | 75–49   | P2 P3   |
| 12 nov | 18:00 | Japan            | 0–3      | Italien                | 17–25 | 26–28 | 23–25 |       |       | 66–78   | P2 P3   |

#### Grupp F
Arena: Osaka Municipal Central Gymnasium, Osaka
|   |               | Poäng | Matcher | Matcher | Set | Set | Set   | Poäng | Poäng | Poäng |
| # | Lag           | Poäng | V       | F       | V   | F   | Kvot  | V     | F     | Kvot  |
| - | ------------- | ----- | ------- | ------- | --- | --- | ----- | ----- | ----- | ----- |
| 1 | Brasilien     | 14    | 7       | 0       | 21  | 5   | 4.200 | 628   | 517   | 1.215 |
| 2 | Ryssland      | 13    | 6       | 1       | 19  | 6   | 3.167 | 596   | 512   | 1.164 |
| 3 | Nederländerna | 11    | 4       | 3       | 16  | 13  | 1.231 | 620   | 646   | 0.960 |
| 4 | Kina          | 10    | 3       | 4       | 15  | 14  | 1.071 | 648   | 642   | 1.009 |
| 5 | Tyskland      | 10    | 3       | 4       | 14  | 13  | 1.077 | 609   | 606   | 1.005 |
| 6 | USA           | 10    | 3       | 4       | 12  | 16  | 0.750 | 605   | 608   | 0.995 |
| 7 | Azerbajdzjan  | 9     | 2       | 5       | 8   | 17  | 0.471 | 549   | 585   | 0.938 |
| 8 | Puerto Rico   | 7     | 0       | 7       | 0   | 21  | 0.000 | 394   | 533   | 0.739 |

| Datum  | Tid   |              | Resultat |               | Set 1 | Set 2 | Set 3 | Set 4 | Set 5 | Totalt  | Rapport |
| ------ | ----- | ------------ | -------- | ------------- | ----- | ----- | ----- | ----- | ----- | ------- | ------- |
| 8 nov  | 12:00 | Ryssland     | 3–0      | Puerto Rico   | 25–16 | 25–10 | 25–20 |       |       | 75–46   | P2 P3   |
| 8 nov  | 14:00 | Tyskland     | 2–3      | Nederländerna | 25–23 | 21–25 | 23–25 | 25–23 | 14–16 | 108–112 | P2 P3   |
| 8 nov  | 16:45 | Azerbajdzjan | 0–3      | Brasilien     | 19–25 | 21–25 | 23–25 |       |       | 63–75   | P2 P3   |
| 8 nov  | 18:35 | Kina         | 3–1      | USA           | 20–25 | 25–23 | 25–22 | 25–17 |       | 95–87   | P2 P3   |
| 9 nov  | 12:00 | Ryssland     | 3–0      | Nederländerna | 25–17 | 25–18 | 25–16 |       |       | 75–51   | P2 P3   |
| 9 nov  | 14:00 | Tyskland     | 3–0      | Puerto Rico   | 25–23 | 25–22 | 25–22 |       |       | 75–67   | P2 P3   |
| 9 nov  | 16:00 | Kina         | 2–3      | Brasilien     | 26–24 | 25–20 | 21–25 | 16–25 | 17–19 | 105–113 | P2 P3   |
| 9 nov  | 18:45 | Azerbajdzjan | 3–2      | USA           | 25–19 | 16–25 | 25–22 | 25–27 | 15–13 | 106–106 | P2 P3   |
| 11 nov | 12:00 | Ryssland     | 3–0      | USA           | 25–20 | 25–21 | 25–17 |       |       | 75–58   | P2 P3   |
| 11 nov | 14:00 | Tyskland     | 0–3      | Brasilien     | 16–25 | 22–25 | 15–25 |       |       | 53–75   | P2 P3   |
| 11 nov | 16:00 | Kina         | 3–0      | Puerto Rico   | 28–26 | 25–14 | 25–22 |       |       | 78–62   | P2 P3   |
| 11 nov | 18:00 | Azerbajdzjan | 0–3      | Nederländerna | 24–26 | 22–25 | 24–26 |       |       | 70–77   | P2 P3   |
| 12 nov | 12:00 | Ryssland     | 1–3      | Brasilien     | 29–27 | 14–25 | 25–27 | 22–25 |       | 90–104  | P2 P3   |
| 12 nov | 14:25 | Tyskland     | 2–3      | USA           | 27–25 | 23–25 | 25–19 | 24–26 | 11–15 | 110–110 | P2 P3   |
| 12 nov | 17:00 | Kina         | 2–3      | Nederländerna | 25–21 | 25–17 | 23–25 | 22–25 | 12–15 | 107–103 | P2 P3   |
| 12 nov | 19:45 | Azerbajdzjan | 3–0      | Puerto Rico   | 25–21 | 25–18 | 25–18 |       |       | 75–57   | P2 P3   |

### Tredje rundan

#### Spel om 9-12 plats
Arena: Osaka Prefectural Gymnasium, Osaka
|  | Matcher om 9-12:e plats | Matcher om 9-12:e plats |   |                  | Match om 9:e plats  | Match om 9:e plats |  |
|  |                         |                         |   |                  |                     |                    |  |
|  | 15 November             |                         |   |                  |                     |                    |  |
|  | Kinesiska Taipei        | 0                       |   |                  |                     |                    |  |
|  | USA                     | 3                       |   |                  |                     |                    |  |
|  |                         |                         |   |                  |                     |                    |  |
|  |                         |                         |   |                  | 16 November         |                    |  |
|  |                         |                         |   |                  | USA                 | 3                  |  |
|  |                         | Turkiet                 | 1 |                  |                     |                    |  |
|  |                         |                         |   |                  |                     |                    |  |
|  |                         |                         |   |                  |                     |                    |  |
|  |                         |                         |   |                  | Match om 11:e plats |                    |  |
|  | 15 November             | 15 November             |   | 16 November      | 16 November         |                    |  |
|  | Tyskland                | 1                       |   | Kinesiska Taipei | 0                   |                    |  |
|  | Turkiet                 | 3                       |   |                  | Tyskland            | 3                  |  |

##### Matcher om 9-12:e plats
| Datum  | Tid   |                  | Resultat |         | Set 1 | Set 2 | Set 3 | Set 4 | Set 5 | Totalt | Rapport |
| ------ | ----- | ---------------- | -------- | ------- | ----- | ----- | ----- | ----- | ----- | ------ | ------- |
| 15 nov | 14:00 | Kinesiska Taipei | 0–3      | USA     | 15–25 | 20–25 | 21–25 |       |       | 56–75  | P2 P3   |
| 15 nov | 18:20 | Tyskland         | 1–3      | Turkiet | 25–23 | 16–25 | 20–25 | 25–27 |       | 86–100 | P2 P3   |

##### Match om 11:e plats
| Datum  | Tid   |                  | Resultat |          | Set 1 | Set 2 | Set 3 | Set 4 | Set 5 | Totalt | Rapport |
| ------ | ----- | ---------------- | -------- | -------- | ----- | ----- | ----- | ----- | ----- | ------ | ------- |
| 16 nov | 13:00 | Kinesiska Taipei | 0–3      | Tyskland | 15–25 | 19–25 | 15–25 |       |       | 49–75  | P2 P3   |

##### Match om 9:e plats
| Datum  | Tid   |     | Resultat |         | Set 1 | Set 2 | Set 3 | Set 4 | Set 5 | Totalt | Rapport |
| ------ | ----- | --- | -------- | ------- | ----- | ----- | ----- | ----- | ----- | ------ | ------- |
| 16 nov | 15:00 | USA | 3–1      | Turkiet | 25–22 | 23–25 | 25–17 | 25–16 |       | 98–80  | P2 P3   |

#### Spel om 5-8 plats
Arenor: Osaka Municipal Central Gymnasium och Osaka Prefectural Gymnasium, bägge i Osaka
|  | Matcher om 5-8:e plats | Matcher om 5-8:e plats |   |             | Match om 5:e plats | Match om 5:e plats |  |
|  |                        |                        |   |             |                    |                    |  |
|  | 15 November            |                        |   |             |                    |                    |  |
|  | Kuba                   | 1                      |   |             |                    |                    |  |
|  | Kina                   | 3                      |   |             |                    |                    |  |
|  |                        |                        |   |             |                    |                    |  |
|  |                        |                        |   |             | 16 November        |                    |  |
|  |                        |                        |   |             | Kina               | 3                  |  |
|  |                        | Japan                  | 0 |             |                    |                    |  |
|  |                        |                        |   |             |                    |                    |  |
|  |                        |                        |   |             |                    |                    |  |
|  |                        |                        |   |             | Match om 7:e plats |                    |  |
|  | 15 November            | 15 November            |   | 16 November | 16 November        |                    |  |
|  | Nederländerna          | 1                      |   | Kuba        | 3                  |                    |  |
|  | Japan                  | 3                      |   |             | Nederländerna      | 0                  |  |

##### Matcher om 5-8:e plats
| Datum  | Tid   |               | Resultat |       | Set 1 | Set 2 | Set 3 | Set 4 | Set 5 | Totalt | Rapport |
| ------ | ----- | ------------- | -------- | ----- | ----- | ----- | ----- | ----- | ----- | ------ | ------- |
| 15 nov | 16:00 | Kuba          | 1–3      | Kina  | 24–26 | 21–25 | 28–26 | 20–25 |       | 93–102 | P2 P3   |
| 15 nov | 19:00 | Nederländerna | 1–3      | Japan | 21–25 | 27–25 | 21–25 | 21–25 |       | 90–100 | P2 P3   |

##### Match om 7:e plats
| Datum  | Tid   |      | Resultat |               | Set 1 | Set 2 | Set 3 | Set 4 | Set 5 | Totalt | Rapport |
| ------ | ----- | ---- | -------- | ------------- | ----- | ----- | ----- | ----- | ----- | ------ | ------- |
| 16 nov | 17:00 | Kuba | 3–0      | Nederländerna | 25–22 | 25–16 | 25–23 |       |       | 75–61  | P2 P3   |

##### Match om 5:e plats
| Datum  | Tid   |      | Resultat |       | Set 1 | Set 2 | Set 3 | Set 4 | Set 5 | Totalt | Rapport |
| ------ | ----- | ---- | -------- | ----- | ----- | ----- | ----- | ----- | ----- | ------ | ------- |
| 16 nov | 18:00 | Kina | 3–0      | Japan | 25–19 | 25–22 | 25–22 |       |       | 75–63  | P2 P3   |

#### Finalspel
Arena: Osaka Municipal Central Gymnasium, Osaka
|  | Semifinaler            | Semifinaler |   |             | Final                  | Final |  |
|  |                        |             |   |             |                        |       |  |
|  | 15 November            |             |   |             |                        |       |  |
|  | Italien                | 0           |   |             |                        |       |  |
|  | Ryssland               | 3           |   |             |                        |       |  |
|  |                        |             |   |             |                        |       |  |
|  |                        |             |   |             | 16 November            |       |  |
|  |                        |             |   |             | Ryssland               | 3     |  |
|  |                        | Brasilien   | 2 |             |                        |       |  |
|  |                        |             |   |             |                        |       |  |
|  |                        |             |   |             |                        |       |  |
|  |                        |             |   |             | Match om tredjepris    |       |  |
|  | 15 November            | 15 November |   | 16 November | 16 November            |       |  |
|  | Brasilien              | 3           |   | Italien     | 0                      |       |  |
|  | Serbien och Montenegro | 1           |   |             | Serbien och Montenegro | 3     |  |

##### Semifinaler
| Datum  | Tid   |           | Resultat |                        | Set 1 | Set 2 | Set 3 | Set 4 | Set 5 | Totalt | Rapport |
| ------ | ----- | --------- | -------- | ---------------------- | ----- | ----- | ----- | ----- | ----- | ------ | ------- |
| 15 nov | 14:00 | Brasilien | 3–1      | Serbien och Montenegro | 25–17 | 25–14 | 21–25 | 25–20 |       | 96–76  | P2 P3   |
| 15 nov | 16:15 | Italien   | 0–3      | Ryssland               | 19–25 | 16–25 | 20–25 |       |       | 55–75  | P2 P3   |

##### Match om tredjepris
| Datum  | Tid   |         | Resultat |                        | Set 1 | Set 2 | Set 3 | Set 4 | Set 5 | Totalt | Rapport |
| ------ | ----- | ------- | -------- | ---------------------- | ----- | ----- | ----- | ----- | ----- | ------ | ------- |
| 16 nov | 12:00 | Italien | 0–3      | Serbien och Montenegro | 22–25 | 22–25 | 21–25 |       |       | 65–75  | P2 P3   |

##### Final
| Datum  | Tid   |          | Resultat |           | Set 1 | Set 2 | Set 3 | Set 4 | Set 5 | Totalt  | Rapport |
| ------ | ----- | -------- | -------- | --------- | ----- | ----- | ----- | ----- | ----- | ------- | ------- |
| 16 nov | 14:30 | Ryssland | 3–2      | Brasilien | 15–25 | 25–23 | 25–18 | 20–25 | 15–13 | 100–104 | P2 P3   |

## Slutplacering
| Rank | Lag                     |
| ---- | ----------------------- |
| 1    | Ryssland                |
| 2    | Brasilien               |
| 3    | Serbien och Montenegro  |
| 4    | Italien                 |
| 5    | Kina                    |
| 6    | Japan                   |
| 7    | Kuba                    |
| 8    | Nederländerna           |
| 9    | USA                     |
| 10   | Turkiet                 |
| 11   | Tyskland                |
| 12   | Kinesiska Taipei        |
| 13   | Sydkorea                |
| 13   | Azerbajdzjan            |
| 15   | Polen                   |
| 15   | Puerto Rico             |
| 17   | Peru                    |
| 17   | Dominikanska republiken |
| 17   | Kazakstan               |
| 17   | Costa Rica              |
| 21   | Kenya                   |
| 21   | Mexiko                  |
| 21   | Egypten                 |
| 21   | Kamerun                 |

| Världsmästerskapet i volleyboll 2006 |
| ------------------------------------ |
| Ryssland 6:e titeln                  |

| Spelartrupp |
| Marina Akulova, Maria Borodakova, Maria Bruntseva, Jekaterina Gamova, Jelena Godina, Svetlana Kryuchkova, Natalia Kulikova, Julia Merkulova, Natalia Safronova, Lioubov Shashkova, Marina Sheshenina, Olga Zhitova |
| Förbundskapten |
| Giovanni Caprara |

## Individuella spelarutmärkelser
| - Mäst värdefulla spelare Yoshie Takeshita - Bästa poängvinnare Neslihan Darnel - Bästa spiker Rosir Calderón - Bästa blockare Christiane Fürst - Bästa servare Yelena Godina | - Bästa grävare Szu Hui-Fang - Bästa mottagare Jaqueline Carvalho - Bästa passare Yoshie Takeshita - Bästa libero Suzana Ćebić |

## Statistik
Statistiken är baserad på rapporterna P2 och P3 för matcherna och finns för serve, mottagning, pass, spike, block och grävning. Tabellerna visar de fem främsta inom varje kategori samt för bästa poängvinnare.

### Bästa poängvinnare
Bästa poängvinnare för attack, block eller serve.
|   | Spelare          | Attacker | Block | Servar | Totalt |
| - | ---------------- | -------- | ----- | ------ | ------ |
| 1 | Neslihan Darnel  | 190      | 21    | 14     | 225    |
| 2 | Angelina Grün    | 176      | 31    | 13     | 220    |
| 3 | Wang Yimei       | 165      | 17    | 20     | 202    |
| 4 | Ekaterina Gamova | 152      | 32    | 6      | 190    |
| 5 | Nancy Metcalf    | 160      | 16    | 9      | 185    |

### Bästa spikers
Bästa spikers bestämdes av andel framgångsrika attacker i procent.
|   | Spelare                  | Vinnande | Förlorande | Övriga | Totalt | %     |
| - | ------------------------ | -------- | ---------- | ------ | ------ | ----- |
| 1 | Rosir Calderon Diaz      | 148      | 35         | 65     | 248    | 59.68 |
| 2 | Ljubov Shashkova         | 150      | 27         | 88     | 265    | 56.60 |
| 3 | Nancy Carrillo De La Paz | 126      | 29         | 70     | 225    | 56.00 |
| 4 | Yumilka Ruiz Luaces      | 123      | 33         | 89     | 245    | 50.20 |
| 5 | Simona Rinieri-Dennis    | 93       | 24         | 71     | 188    | 49.47 |

### Bästa blockare
Bästa blockare bestämdes av antalet vunna block per set.
|   | Spelare           | Vunna | Förlorade | Övriga | Totalt | Sn.  |
| - | ----------------- | ----- | --------- | ------ | ------ | ---- |
| 1 | Christiane Fürst  | 35    | 45        | 98     | 178    | 0.88 |
| 2 | Oliveira Walewska | 34    | 40        | 76     | 150    | 0.83 |
| 3 | Ekaterina Gamova  | 32    | 27        | 47     | 106    | 0.80 |
| 4 | Angelina Grün     | 31    | 38        | 46     | 115    | 0.78 |
| 5 | Heather Bown      | 32    | 39        | 87     | 158    | 0.74 |

### Best servare
Bästa servare bestämdes av antalet serveess per set.
|   | Spelare         | Serveess | Förlorade | Övriga | Totalt | Sn   |
| - | --------------- | -------- | --------- | ------ | ------ | ---- |
| 1 | Elena Godina    | 28       | 26        | 133    | 187    | 0.70 |
| 2 | Wang Yimei      | 20       | 24        | 134    | 178    | 0.48 |
| 3 | Yang Hao        | 15       | 12        | 143    | 170    | 0.36 |
| 4 | Neslihan Darnel | 14       | 27        | 105    | 146    | 0.36 |
| 5 | Angelina Grün   | 13       | 13        | 115    | 141    | 0.33 |

### Bästa passare
Bästa passare bestämdes av antalet framgångsrika pass (en eller ingen blockare för anfallaren som fick passet).
|   | Spelare             | Framgångsrikt | Misslyckat | Godkänt | Totalt | Snitt |
| - | ------------------- | ------------- | ---------- | ------- | ------ | ----- |
| 1 | Yoshie Takeshita    | 436           | 2          | 644     | 1082   | 10.63 |
| 2 | Feng Kun            | 389           | 9          | 552     | 950    | 9.26  |
| 3 | Elif Agca           | 307           | 17         | 578     | 902    | 7.87  |
| 4 | Robyn Ah Mow-Santos | 323           | 4          | 681     | 1008   | 7.51  |
| 5 | Eleonora Lo Bianco  | 262           | 2          | 548     | 812    | 7.49  |

### Bästa grävare
Bästa grävare bestämdes av antalet lyckade grävningar per sätt.
|   | Spelare                   | Lyckade grävningar | Misslyckade grävningar | Övriga | Totalt | Sn.  |
| - | ------------------------- | ------------------ | ---------------------- | ------ | ------ | ---- |
| 1 | Szu Hui Fang              | 116                | 73                     | 102    | 291    | 2.90 |
| 2 | Gulden Kayalar            | 105                | 57                     | 62     | 224    | 2.69 |
| 3 | Paola Cardullo            | 91                 | 35                     | 58     | 184    | 2.60 |
| 4 | Fabiana Alvim de Oliveira | 106                | 55                     | 108    | 269    | 2.59 |
| 5 | Sugayama Kaoru            | 106                | 60                     | 68     | 234    | 2.59 |

### Bästa mottagare
Bästa mottagare bestämt av andel lyckade mottagningar i procent.
|   | Spelare             | Mycket bra | Missar | Servemottagningar | Totalt | %     |
| - | ------------------- | ---------- | ------ | ----------------- | ------ | ----- |
| 1 | Jaqueline Carvalho  | 149        | 4      | 58                | 211    | 68.72 |
| 2 | Zhou Suhong         | 215        | 11     | 92                | 318    | 64.15 |
| 3 | Lioubov Shashkova   | 128        | 7      | 55                | 190    | 63.68 |
| 4 | Welissa Gonzaga     | 120        | 3      | 62                | 185    | 63.24 |
| 5 | Francesca Piccinini | 112        | 6      | 51                | 169    | 62.72 |